# Оберарт
Оберарт (нем. Oberarth) — населённый пункт в Швейцарии, в кантоне Швиц.
Входит в состав округа Швиц. Находится в составе коммуны Арт. Население составляет 1620 человек (на 31 декабря 2007 года).